# Дорджин, Сангаджи-Гаря Оджакаевич
Сангаджи́-Гаря́ Оджака́евич Дорджи́н (21 мая 1908, Калмыцкий Базар, Астраханская губерния, Российская империя — 30 сентября 1946, Абакан, РСФСР) — первый калмыцкий композитор, заслуженный артист Калмыцкой АССР.

## Биография
Сангаджи-Гаря Дорджин родился 21 мая 1908 года в многодетной семье, отец его занимался рыбным промыслом, а мать была домохозяйкой. По калмыцкому обычаю восьмилетнего Сангаджи-Гарю отдали послушником в хурул, учеником к ламе, дальнему родственнику. В хуруле он познакомился с организацией и особенностями буддийской храмовой музыки, которая оказала огромное влияние в его последующее творчество жизни. Проучившись пять лет, он был вынужден прервать обучение в связи с закрытием хурула. В 1925 году окончил улусную школу. В последующие годы учился в Совпартшколе, заведовал избой-читальней в родном селе..
В 1930 году поступил в Московский институт иностранных языков, где изучал французский язык, однако он был вынужден уйти с 3-го курса, в связи с тяжёлой болезнью отца. В 1933—1937 годах он работал сотрудником Приволжского улусного исполкома, уполномоченным областного профсоюза работником просвещения, секретарем Черноземельского улускома комсомола, где проявил себя талантливым организатором и дисциплинированным работником..
В 1933—1937 гг. исполнял должность уполномоченного областного профсоюза работников просвещения, был сотрудником улусного исполкома. В 1937 году его пригласили в ассистенты художественного руководителя созданного тогда Государственного ансамбля песни и пляски, дирижёром оркестра народных инструментов. В это же время он окончил заочные курсы по музыкальной подготовке в городе Саратове, освоил оркестровку и основы дирижирования.
В 1940 году были проведены праздничные мероприятия, посвященные 500-летию героического эпоса «Джангар», даны концерты в Москве. В том же году удостоен звания «Заслуженный артист Калмыцкой АССР»..
В 1941 году официально назначен художественным руководителем Калмыцкого национального ансамбля песни и пляски, музыкальным руководителем Калмыцкого драматического театра. С началом войны добровольцем уходит на фронт, служит в 110-й Кавалерийской дивизии, но вскоре был отозван по брони, был назначен руководителем концертной бригады, созданной из оставшихся артистов ансамбля. В 1943 году он был послан в Бурятию с просьбой о помощи театру костюмами и инструментами. По возвращении из командировки Дорджин был задержан в Москве и по национальному признаку депортирован, как и все калмыки, в Сибирь.
В Сибири работал в Хакасском областном театре и в местной музыкальной школе. 30 сентября 1946 года Сангаджи-Гаря Дорджин скоропостижно скончался в Абакане.

## Творчество
Санджи-Гаря Дорджин написал музыкальную композицию на калмыцком языке «Страна Бумбы». Оставил после себя 17 песен: «Саглр», «Торга» и др.

## Память
Именем композитора названа детская музыкальная школа № 1 в Элисте

## Сочинения
- Страна Бумбы, песни для голоса (хора) в сопровождении фортепьяно/свободная обработка М. Грачева, русский текст М. Лапирова. — Элиста, НПП «Джангар», 1998. — 61 стр. — ISBN 5-7102-0195-2.